# Хисуи Хаза
Хисуи Хаза (јап. 羽座 妃粋; 16. март 1996) јапанска је фудбалерка.

## Репрезентација
За репрезентацију Јапана дебитовала је 2014. године. За тај тим одиграла је 4 утакмице.

## Статистика
| Јапан  | Јапан | Јапан |
| Год.   | Ута.  | Гол.  |
| ------ | ----- | ----- |
| 2014   | 4     | 0     |
| Укупно | 4     | 0     |